# MTV (Brasil)
MTV é um canal de televisão por assinatura brasileiro de entretenimento voltado ao público jovem e pertencente à Paramount Networks Americas. É uma versão do canal estadunidense homônimo. Iniciou sua transmissão em 1 de outubro de 2013, às 21h30, com a transmissão do programa Coletivation. Surgiu após a devolução da marca MTV pelo Grupo Abril, que a manteve no ar em TV aberta no país por 23 anos, através da extinta MTV Brasil.
Dentre as versões internacionais da MTV no mundo que tem maior produção local, a brasileira fica na segunda posição, perdendo apenas para a sua matriz nos Estados Unidos. Seu sinal, em 2014, atingiu cerca de 12,6 milhões de assinantes.

## História
A MTV surgiu no Brasil após uma parceria firmada entre sua detentora nos Estados Unidos da América com a Paramount Global (anteriormente Viacom), com o grupo de comunicação brasileiro Abril. O canal estreou em 20 de outubro de 1990, sendo a terceira versão da MTV a ser lançada no mundo e por mais de 20 anos, foi transmitido em TV aberta no país em São Paulo, concorrendo com a extinta Rede Tupi (hoje RedeTV!). Em 2009, a Abril adquiriu a parcela das ações da MTV Brasil pertencentes à Paramount Global (anteriormente Viacom), passando a ser proprietária dos direitos da marca no país através de um acordo de licenciamento. A partir de 2010, no entanto, o canal passou a enfrentar sérios problemas financeiros, que se agravaram em 2011. No princípio de 2012, começou a circular na imprensa brasileira boatos acerca do fechamento do canal. Essa informação finalmente se concretizou no segundo semestre de 2013, quando a Paramount Networks Americas (anteriormente denominada Viacom International Media Networks The Americas) anunciou que assumiria a marca MTV no Brasil.
Para se diferenciar da extinta MTV Brasil, a nova emissora optou por utilizar apenas a nomenclatura MTV.
O Grupo Abril, que concordou em devolver a marca como parte de um processo de reestruturação de suas operações, manteve sua rede de radiofusão e a cessão do sinal UHF que usava na MTV Brasil (hoje Ideal TV). Ao anunciar o início de suas operações, a Paramount Global revelou a intenção de alcançar 75% dos assinantes de TV paga, o que representaria um alcance maior do que a cobertura da Abril. Divulgou ainda que planejava produzir mais de 350 horas de conteúdo nacional até dezembro de 2014, com versões brasileiras de programas, como MTV World Stage, Guy Code e Pranked, além de programas diários, séries, esportes radicais e realities. Ninguém do elenco ou da produção do antigo canal foi procurado pela Viacom para participar do processo de reestruturação da MTV. A primeira operadora a confirmar a disponibilização do canal foi a Sky, que passou a oferecer a MTV desde o seu lançamento, no dia 1º de outubro, através do canal 86 em substituição ao canal VH1. A NET também disponibilizou o canal desde o dia de sua estreia, em substituição ao canal VH1 Brasil.
Em 14 de setembro de 2013, a MTV lançou a campanha de lançamento, chamada "MTV Ask Mama", na qual Mãe Dináh tenta prever o futuro do canal. As chamadas foram veiculadas pela MTV Brasil.

Capturas de tela que antecederam a estreia do canal.

Em 17 de setembro de 2013, foi confirmado pelo diretor de programação da antiga MTV Zico Góes, que todo o acervo da programação do canal ficaria com a Viacom (hoje Paramount Global). Ele é formado por 33 mil fitas do tipo betacam, e apenas 10% do conteúdo está presente em formato digital. Não foi divulgado como esse acervo está sendo aproveitado pela nova MTV, mas é um material raro que contém, por exemplo, a primeira entrevista com Marcelo Bonfá e Dado Villa-Lobos após a morte de Renato Russo. Parte do acervo, considerado inútil (como cabeças de programas gravados), não será repassado à Viacom e Góes pretende fazer um documentário posteriormente com este material.
No dia 24 de setembro de 2013, houve uma coletiva de imprensa para anunciar a programação de estreia do canal. Os programas nacionais divulgados foram a revista eletrônica Coletivation, apresentada pelo cantor Fiuk e pelo humorista Patrick Maia, o reality-show Papito in Love, estrelado pelo cantor Supla, e a animação Família do Zaralho, dublada por Felipe Xavier. O MTV Sports, anteriormente exibido pela antiga MTV, permaneceu no ar com seus respectivos apresentadores. Entre as atrações internacionais estão South Park, MTV World Stage, Pranked, Ridiculousness, Awkward., Catfish  e The Vampire Diaries. A faixa de videoclipes do canal é interativa e não possui apresentadores, aposentando a função de VJ.
Essa MTV não tem preconceito. A gente representa a cultura pop no Brasil e no mundo, não tem restrição. É uma versão muito contemporânea e muito brasileira da MTV.— Thiago Worcman.
Um minuto após o final da transmissão da MTV Brasil às 23h59 do dia 30 de setembro de 2013, o sinal da MTV foi aberto com o logotipo da emissora e com horário que iria começar as transmissões. Depois, a imagem foi trocada por um promocional com Mãe Dináh lixando as unhas. A Paramount Networks Americas foi a MTV a ser lançado na TV paga no Brasil, depois de Comedy Central, Nick Jr., VH1 e Nickelodeon.
Prestes a estrear ocorreu uma contagem regressiva e na estreia teve um compacto com as atrações que seriam transmitidas no canal. O primeiro programa a ser exibido foi o Coletivation. Da "velha MTV" apenas o MTV Hits foi lançado junto com a programação do novo canal. Posteriormente, mais programas clássicos seriam relançados e em novas roupagens como o Acústico MTV, Top 20, Beija Sapo e Luau MTV, com a Paramount Global assumindo o registro da marca destes.
No dia 17 de março de 2014, estreou a série The Originals, o spin-off de The Vampire Diaries, assim sendo um dos destaques da programação da emissora em 2014 com temporadas exclusivas no país. 
Como parte de uma reestruturação, o canal passou a ser gerado da Europa a partir do dia 20 de fevereiro de 2024. Essa mudança também aconteceu com a MTV Latinoamérica. Como resultado, uma parte da programação e alguns dos grafismos do canal foram alterados. A troca do sinal foi feita durante o programa Tudão MTV.

## Audiência
Desde sua nova fundação em 1 de outubro de 2013, a MTV ficava oscilando entre a 20ª e a 28ª posição no ranking da TV paga. Devido a uma reestruturação em sua programação, exibindo as mesmas séries de sua matriz nos Estados Unidos juntamente com versões locais dos formatos também exibidos na sua matriz, entre março e maio de 2015, a MTV chegou ao décimo lugar no ranking da TV Paga. A Viacom pela primeira vez tinha dois canais de sua propriedade na lista, o canal infanto-juvenil Nickelodeon e a MTV.

## Programação
Nacionais
| Programas atuais - Acústico MTV - MTV Beija Sapo - De Férias com o Ex Brasil - De Férias com o Ex: Caribe - De Férias com o Ex Diretoria - Deu Positivo - Luau MTV - M is for Music - MTV Hits - Ronald Rios Talk Show - Top 20 | Programas fora do ar - Adotada - Adotada TBT - Are You the One? Brasil - Batalha de Quiosques - Cabelo Pantene - Catfish Brasil - Clickbait - Coletivation - Copa do Caos - Deu Match! - Drag Race Brasil - Feras - Móv3l - MTV Acordaê - MTVixe! - MTV Elektronique - MTV MIAW Brasil - MTV Sports Apresenta: Deco e Lucas na Rota Explosiva - Música.doc - Naninha MTV - Papito in Love - Perrengue - Pimpa Meu Feed - Pocket MTV - Ridículos - Rio Shore - Socorro, Cicarelli - Solução MTV - Trampo Zika - Tudão MTV |

## Apresentadores
Seguindo o novo conceito MTV Global, não há mais apresentadores ou VJs em programas musicais, o último apresentador foi Spartakus Santiago, no comando do MTV Hits até o final de 2022. Hoje, os únicos apresentadores são de programas referentes a realities e comportamento.
| - Leo David (2023-24) - Valentina Bandeira (2023) - Ana Flávia Bastos (2015) - Becca Pires (2018-20) - Bia Coelho (2020-22) - Bruna Louise (2021) - Caio Castro (2018) - Cauê Moura (2017) - Ciro Sales (2016-18) - Deco Neves (2013-14) - Eléa Mercurio (2014) - Ellen Milgrau (2016-17) - Erick Krominski (2023) - Felipe Titto (2015-17) - Fernanda Pineda (2022) - Fiuk (2013) - Gabi Lopes (2021) - Gabi Prado (2019–20) - Grag Queen (2023) - Gui Araújo (2019-2021) - Hugo Gloss (2016-17) - Ingrid Ohara (2021–22) - José Trassi (2015) - Kéfera Buchmann (2014) - Laurent F (2015) - Leo Picon (2019-2020) - Lipe Ribeiro (2021-22) - Lucas Maciel (2019) - Lucas Stegmann (2013-14) - Luitha Miraglia (2015-17) - Maria Eugênia Suconic (2014-18, 2019, 2020-21) - Mariana Nery (2019-2021) - Maya Massafera (2020) - Mayara Lepre (2013-14) - Michelli Provensi (2015, 2017-19) - Olavo Junqueira (2019-2021) - Patrick Maia (2013-14) - Paulo Chun (2013-15) - Primo Preto (2015) - Raphael Dumaresq (2022) - Ricardo Gadelha (2016-18) - Spartakus Santiago (2021-22) - Ste Viegas (2020) - Talita Alves (2013-14) |

## Slogans
- 2013: Pronta pra outra
- 2013 - 2014: Pronta pra suar (Verão MTV)
- 2014: MTVzando Tudo
- 2014 - 2015: MTV, Dando um Tapa no seu Bode
- 2016: Tudo isso e Mto + na MTV
- 2016 - 2017: Refresca (Verão MTV)
- 2019: #TamoJunto na MTV (apenas para divulgação comercial do canal pois, desde 2017, a MTV deixou de usar slogans no ar)

## MTV Play
Em abril de 2016, a Viacom lança no Brasil o aplicativo MTV Play, plataforma on demand semelhante a Netflix. O aplicativo foi lançado na Google Play (Android) e Apple Store (iOS). No aplicativo, pode-se assitir os programas da MTV, que exige login com o usuário e senha da sua operadora de TV por assinatura, que atualmente está disponível nas seguintes operadoras; Claro TV, NET e Sky. Em dezembro de 2017, o app foi escolhido pela App Store como um dos melhores apps do ano. Em fevereiro de 2018, dois anos após seu lançamento, o aplicativo ultrapassou a marca de dez milhões de downloads em toda América Latina.
"O lançamento do MTV Play no Brasil representa um passo importante em nosso compromisso de disponibilizar à audiência seus títulos favoritos quando e onde quiserem, em praticamente qualquer dispositivo móvel", afirma Tiago Worcman, vice-presidente sênior de programação e conteúdo MTV LATAM/MTV BRASIL. "Iremos oferecer uma biblioteca de títulos icônicos que serão adicionados em breve, além do serviço de live-streaming integrado ao canal linear que agregará valores únicos nesta experiência incrível que iremos proporcionar ao usuário", completa o executivo.
Em 17 de janeiro de 2021, o serviço foi descontinuado junto com o BET Play, Comedy Central Play e Nickelodeon Play, com o objetivo de focar seus conteúdos para os serviços de streaming Paramount+ e Pluto TV. A segunda no caso já disponibliza alguns canais exclusivos de conteúdos da MTV como De Férias com Ex, Catfish, Are You The One?, MTV Mom (Jovens e Mães), MTV Shore (com a franquia Shore), Catfish e MTV Miaw, no caso deste apenas na semana que antecede a premiação. Também possui dois canais voltados para a música como MTV Biggest Pop e MTV Sparkin' New.

## Visuais
Em 2013, os videoclipes eram apresentados com o mesmo padrão da MTV na gestão anterior: canção, artista, álbum e diretor, junto com um "Agora" no canto superior direito. Esta informação era exibida numa barra de cor roxa com as letras em azul claro (canção, álbum e diretor) e em branco (artista). Diferentemente da MTV Latina, em 2015 se manteve o mesmo design simples e informativo. O design aplicado na América Latina ocupava quase a tela inteira com apenas o artista e a canção.
Em 2017 foram aplicados novos gráficos em todas as sedes e com isso, veio o tradicional gráfico em letras minúsculas e em amarelo e preto, com apenas as informações: "Agora", artista e canção.
No Brasil, no verão de 2019, foi utilizada a cor rosa no gráfico, retornando ao tradicional ao fim da estação. Somente na MTV México (Norte), o mesmo gráfico utilizado no Brasil está sendo usado, na MTV Argentina (Sul), está dividido por cores (azul, verde e rosa) para alguns programas, mas também é utilizado o mesmo grafismo em amarelo e preto.
Em 28 de outubro de 2021 (fazendo parte das alterações gráficas em comemoração do 40º aniversário da MTV, também na MTV Latina), o gráfico foi alterado para uma animação em formato de etiqueta, na cor vermelha, mantendo as letras minúsculas do artista/música e em rolagem, como é apresentado no MTV Hits. As MTVs da América Latina são as únicas com esse visual, visto que na Europa, é apresentado em duas linhas mantendo o "Agora" (Now), com o nome do artista na primeira linha e a música, na segunda.